# Městský stadion Sletiště
Městský stadion Sletiště – stadion lekkoatletyczny w Kladnie, w Czechach. Został wybudowany w latach 20. XX wieku. Może pomieścić 2290 widzów, z czego 1290 miejsc jest siedzących. Obiekt jest użytkowany przez klub lekkoatletyczny AC Tepo Kladno.
W latach 2007–2017 na stadionie corocznie odbywały się międzynarodowe zawody wielobojowe TNT Express Meeting (do 2012 roku pod nazwą TNT – Fortuna Meeting), od 2010 roku zaliczające się do cyklu IAAF Combined Events Challenge. W latach 2005 i 2018 na obiekcie rozegrano także lekkoatletyczne Mistrzostwa Czech.